# Christian Keller
Christian Keller, född 19 oktober 1858 i Köpenhamn, död 8 juni 1934 på Frederiksberg, var en dansk läkare.
Keller blev 1875 student vid Borgerdydskolen i Köpenhamn och avlade 1883 medicinsk ämbetsexamen. År 1884 övertog han efter sin far Johan Kellers död ledningen för sinnesslöanstalten Karens Minde i Hvidovre, och fortsatte att driva den verksamhet fadern startat. År 1886 blev han medlem kommissionen för reformering av de danska sinnesslöanstalterna och två år senare medlem av organisationskommissionen för det danska dövstum- och sinnesslöväsendet, i vilken han blev en drivande kraft.
År 1895 övertogs de Kellerska anstalterna av danska staten och under åren 1898-99 uppfördes för dessa en ny och större sinnesslöanstalt med 700 platser vid Brejning på Vejlefjordens södra strand, vilken blev en europeisk mönsteranläggning med Keller som överläkare och chef och hans bror Johan Keller som rektor. Man eftersträvade så hög grad av frihet som möjligt för de sinnesslöa, utan onödiga inhägnader, och fick karaktären av ett kollektiv med eget lantbruk, trädgård, bageri och vattenverk. Anstalten blev efterhand utbyggd med en rad olika byggnader för olika ändamål.
Efter samma modell grundade Keller 1911 även en anstalt för samhällsfarliga sinnesslöa män på Livø i Limfjorden och 1922 en anstalt för lätt sinnesslöa och promiskuösa kvinnor på Sprogø i Stora Bält. Det var Kellers idé att placera dessa anstalter på öar, vilket ansågs lyckat och fick stor uppmärksamhet. Han fungerade som överläkare även för dessa anstalter. Keller öppnade också ytterligare en anstalt i Ribe. Under tiden från 1884 fram till hans pensionering 1932 hade antalet platser på de Kellerska sinnesslöanstalterna ökat från 207 till 1539.
Christian Keller var en nydanare inom dansk sinnesslövård. Han började använda Binet-Simons intelligenstest redan 1905, samma år som det publicerades. Han var dock den förste i Danmark som föreslog kastration och sterilisering av sinnesslöa. Under påverkan av amerikansk eugenik var han initiativtagare till Europas första rashygieniska lag, Lov om Adgang til Sterilisation (1929). Keller tilldelades professors namn 1892.
Keller gifte sig 1885 med Louise Amalie, född Fick (1857-1935), dotter till Christoffer Rudolph Fick (1822-94), sedermera förvaltare på hospitalet Oringe vid Vordingborg, och Kirstine Louise Sachman.